# Sola
Sola este o comună din provincia Rogaland, Norvegia.
Se află cu cel mai înalt punct în Kjerrberget[*], la 102 m. Are o suprafață de 69,05 km². Populația este de 28.315 locuitori, determinată în 1 ianuarie 2023, prin Folkeregisteret[*].